# Benedictus

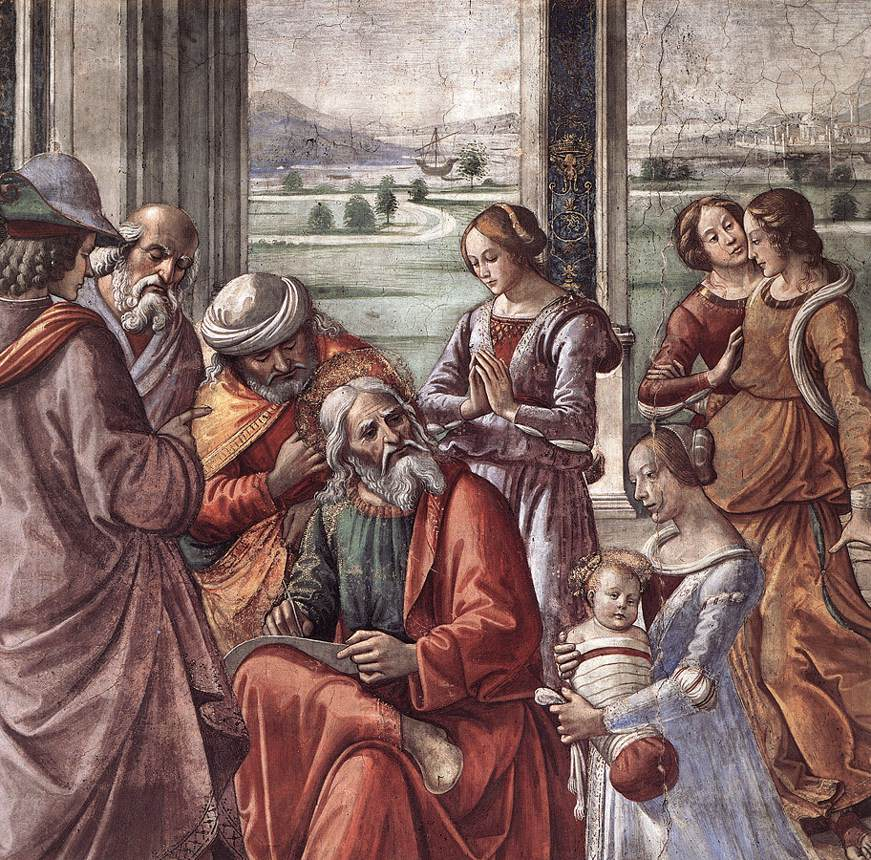
Zacarias escreve o nome de seu filho.
Domenico Ghirlandaio. Fresco Cappella Tornabuoni, Santa Maria Novella, Florence.

O Benedictus (também conhecido como Canção de Zacarias ou Cântico de Zacarias) é um dos três cânticos - juntamente com o Magnificat e o Nunc dimittis - que aparecem no capítulo inicial do Evangelho de Lucas (Lucas 1:68–79). É uma canção de agradecimento a Deus proferida por Zacarias por ocasião do nascimento de seu filho, João Batista.
Juntamente com o Magnificat e o Nunc dimittis, e diversos outros cânticos do Antigo Testamento, o Benedictus foi incluído no Livro de Odes, uma antiga coletânea litúrgica encontrada em alguns manuscritos da Septuaginta.

## Análise
O cântico todo pode ser dividido em duas partes. A primeira (versículos 68 a 75) é uma canção de agradecimento pelo cumprimento das esperanças messiânicas da nação judaica, mas com um tom cristão característico. Como há muito, na família de David nasceria o poder para defender a nação contra seus inimigos e agora, novamente, aquele que há tanto lhes havia sido privado e há tanto esperavam, lhes fora restaurado, mas num sentido mais elevado e espiritual. O corno é um sinal de poder e o "corno da salvação"[nota a] significava o poder de libertação. Ao mesmo tempo que os judeus impacientemente suportaram o fardo do domínio romano, eles continuaram esperando pela época em que a Casa de David seria seu libertador. Esta libertação agora estaria próxima e Zacarias notou que esta seria o cumprimento do juramente do de Deus a Abraão, mas ela é descrita como uma libertação não em termos de poderes terrenos, mas "em santidade e justiça diante dele por todos os nossos dias".
A segunda parte do cântico é um discurso de Zacarias ao seu próprio filho, que teria um importante papel no esquema da Redenção, pois ele seria um profeta e pregaria a remissão dos pecados antes da "vida da Aurora lá do alto". A profecia de que "…irás ante a face do Senhor preparar os seus caminhos" era uma alusão às já muito conhecidas palavras do profeta Isaías («Preparai no deserto o caminho do Senhor, endireitai no ermo uma estrada para o nosso Deus» (Isaías 40:3)), que depois João irá assumir como sua própria missão («Eu sou a voz do que clama no deserto: Endireitai o caminho do Senhor, como disse o profeta Isaías» (João 1:23)), e que todos os três evangelhos sinóticos adotaram («Pois é a João que se refere o que foi dito pelo profeta Isaías: Voz do que clama no deserto: Preparai o caminho do Senhor, Endireitai as suas veredas» (Mateus 3:3), «Conforme está escrito no profeta Isaías: Eis aí envio eu ante a tua face o meu anjo, Que há de preparar o teu caminho;» (Marcos 1:2) e «Como está escrito no livro das palavras do profeta Isaías: Voz do que clama no deserto: Preparai o caminho do Senhor, Endireitai as suas veredas;» (Lucas 3:4)).

## Liturgia
Na Igreja Católica, o Benedictus é parte das Laudes, provavelmente por que é uma canção de agradecimento pela vinda do Redentor na primeira parte do cântico. Acredita-se que tenha sido introduzida pela primeira vez por São Bento. De acordo com Durandus, as alusões à vida de Cristo na forma de um "sol nascente" ("aurora") também teve influência nesta decisão. Ele também aparece em vários outros serviços litúrgicos, principalmente no funeral, no momento do enterro, quando as palavras de agradecimento pela Redenção tem um lugar especial na crença cristã.
O cântico aparece também no Livro de Oração Comum da Comunhão Anglicana e aparece em diversos serviços. É também utilizado pela Igreja Luterana nas Matinas.

## Texto
| Original grego Εὐλογητὸς κύριος ὁ θεὸς τοῦ Ἰσραήλ, ὁτι ἐπεσκέψατο καὶ ἐποίησεν λύτρωσιν τῷ λαῷ αὐτοῦ, καὶ ἠγειρεν κέρας σωτηρίας ἡμῖν ἐν οἴκῳ Δαυὶδ παιδὸς αὐτοῦ, καθὼς ἐλάλησεν διὰ στόματος τῶν ἀγίων ἀπ' αἰῶνος προφητῶν αὐτοῦ, σωτηρίαν ἐξ ἐχθρῶν ἡμῶν καὶ ἐκ χειρὸς πάντων τῶν μισούντων ἡμᾶς ποιῆσαι ἔλεος μετὰ τῶν πατέρων ἡμῶν καὶ μνησθῆναι διαθήκης ἀγίας αὐτοῦ, ὅρκον ὃν ὤμοσεν πρὸς Ἀβραὰμ τὸν πατέρα ἡμῶν, τοῦ δοῦναι ἡμῖν ἀφόβως ἐκ χειρὸς ἐχθρῶν ῥυσθέντας λατρεύειν αὐτῷ ἐν ὁσιότητι καὶ δικαιοσύνῃ ἐνώπιον αὐτοῦ πάσαις ταῖς ἡμέραις ἡμῶν. Καὶ σὺ δέ, παιδίον, προφήτης ὑψίστου κληθήσῃ, προπορεύσῃ γὰρ ἐνώπιον κυρίου ἑτοιμάσαι ὁδοὺς αὐτοῦ, τοῦ δοῦναι γνῶσιν σωτηρίας τῷ λαῷ αὐτοῦ ἐν ἀφέσει ἀμαρτιῶν αὐτῶν, διὰ σπλάγχνα ἐλέους θεοῦ ἡμῶν, ἐν οἷς ἐπισκέψεται ἡμᾶς ἀνατολὴ ἐξ ὑψους, ἐπιφᾶναι τοῖς ἐν σκότει καὶ σκιᾷ θανάτου καθημένοις, τοῦ κατευθῦναι τοὺς πόδας ἡμῶν εἰς ὁδὸν εἰρήνης. | Latim (Vulgata) Benedictus Dominus Deus Israel; quia visitavit et fecit redemptionem plebi suae et erexit cornu salutis nobis, in domo David pueri sui, sicut locutus est per os sanctorum, qui a saeculo sunt, prophetarum eius, salutem ex inimicis nostris, et de manu omnium, qui oderunt nos; ad faciendam misericordiam cum patribus nostris, et memorari testamenti sui sancti, iusiurandum, quod iuravit ad Abraham patrem nostrum, daturum se nobis, ut sine timore, de manu inimicorum liberati, serviamus illi in sanctitate et iustitia coram ipso omnibus diebus nostris. Et tu, puer, propheta Altissimi vocaberis: praeibis enim ante faciem Domini parare vias eius, ad dandam scientiam salutis plebi eius in remissionem peccatorum eorum, per viscera misericordiae Dei nostri, in quibus visitabit nos oriens ex alto, illuminare his, qui in tenebris et in umbra mortis sedent, ad dirigendos pedes nostros in viam pacis. |

| Em português (Tradução Brasileira) Bendito seja o Senhor Deus de Israel, Porque visitou e remiu o seu povo, E nos suscitou um libertador poderoso Na casa de Davi, seu servo, (Como anunciou desde o princípio pela boca dos seus santos profetas), Para nos livrar dos nossos inimigos e da mão de todos os que nos odeiam; Para usar de misericórdia com nossos pais, E lembrar-se da sua santa aliança, Do juramento que fez a Abraão, nosso pai, De conceder-nos que, livres da mão dos nossos inimigos, O servíssemos sem temor, Em santidade e justiça diante dele por todos os nossos dias. Sim, e tu, menino, serás chamado profeta do Altíssimo, Porque irás ante a face do Senhor preparar os seus caminhos, Para dar ao seu povo conhecimento da salvação Na remissão dos seus pecados, Devido à entranhável misericórdia de nosso Deus, Pela qual nos visitará a aurora lá do alto, Para alumiar os que estão de assento nas trevas e na sombra da morte, Para dirigir os nossos pés no caminho da paz. | Em português (Tradução de João Ferreira de Almeida - 1819) Bendito o Senhor Deus de Israel, porque visitou, e redimiu a seu povo; E nos levantou o corno da salvação na casa de Davi seu servo; Como falou por boca de seus santos Profetas, que desde o princípio do mundo houve; Que nos livraria de nossos inimigos, e da mão de todos os que nos aborrecem. Para fazer misericórdia a nossos pais, e se lembrar de seu santo concerto; E do juramento, que jurou a Abraão nosso pai que nos havia de dar; Que libertados da mão de nossos inimigos, o serviríamos sem temor, Em santidade e justiça diante dele, todos os dias de nossa vida. E tu, ó menino, Profeta do Altíssimo serás chamado; porque diante da face do Senhor hás de ir, a aparelhar seus caminhos; Para dar a seu povo conhecimento da salvação, em remissão de seus pecados; Pelas entranhas da misericórdia de nosso Deus, com que o Oriente do alto nos visitou; Para aparecer aos que assentados estão nas trevas, e em sobra de morte; para endereçar nossos pés pelo caminho da paz. |